# Trolltjärnarna, Dalarna
Trolltjärnarna är en sjö i Orsa kommun i Dalarna och ingår i Dalälvens huvudavrinningsområde.